# Нихама
Нихама (јап. 新居浜市) град је у Јапану у префектури Ехиме. Према попису становништва из 2005. у граду је живело 123.952 становника.

## Становништво
Према подацима са пописа, у граду је 2005. године живело 123.952 становника.
| 1995.   | 2000.   | 2005.   |
| ------- | ------- | ------- |
| 128.236 | 125.814 | 123.952 |